# Scatophila tetra
Scatophila tetra är en tvåvingeart som först beskrevs av Friedrich Hermann Loew 1874.  Scatophila tetra ingår i släktet Scatophila och familjen vattenflugor. Inga underarter finns listade i Catalogue of Life.